# Châtel-Montagne
Châtel-Montagne è un comune francese di 420 abitanti situato nel dipartimento dell'Allier della regione dell'Alvernia-Rodano-Alpi.

## Società

### Evoluzione demografica
Abitanti censiti